# Phyllophaga arkansana
Phyllophaga arkansana är en skalbaggsart som beskrevs av Schaeffer 1906. Phyllophaga arkansana ingår i släktet Phyllophaga och familjen Melolonthidae. Inga underarter finns listade i Catalogue of Life.